# Elezioni politiche in Italia del 1958 per circoscrizione (Senato della Repubblica)
Le elezioni politiche in Italia del 1958 nelle circoscrizioni del Senato della Repubblica videro i seguenti risultati.

## Risultati

### Circoscrizione Piemonte
| Liste                                            | Voti      | %     | Seggi |
| ------------------------------------------------ | --------- | ----- | ----- |
| Democrazia Cristiana                             | 927 617   | 40,35 | 9     |
| Partito Comunista Italiano                       | 437 960   | 19,05 | 4     |
| Partito Socialista Italiano                      | 334 832   | 14,56 | 3     |
| Partito Socialista Democratico Italiano          | 169 142   | 7,36  | 1     |
| Partito Liberale Italiano                        | 131 854   | 5,74  | 1     |
| Movimento Comunità                               | 101 350   | 4,41  | –     |
| Partito Nazionale Monarchico                     | 58 969    | 2,57  | –     |
| Movimento Autonomia Regionale Piemontese         | 56 828    | 2,47  | –     |
| Movimento Sociale Italiano                       | 39 031    | 1,70  | –     |
| Partito Monarchico Popolare                      | 22 915    | 1,00  | –     |
| Partito Repubblicano Italiano - Partito Radicale | 16 064    | 0,70  | –     |
| Movimento Rurale                                 | 2 389     | 0,10  | –     |
| Totale                                           | 2 298 951 | 100   | 18    |

### Circoscrizione Lombardia
| Liste                                            | Voti      | %     | Seggi |
| ------------------------------------------------ | --------- | ----- | ----- |
| Democrazia Cristiana                             | 1 805 779 | 44,78 | 16    |
| Partito Socialista Italiano                      | 747 266   | 18,53 | 7     |
| Partito Comunista Italiano                       | 746 880   | 18,52 | 6     |
| Partito Socialista Democratico Italiano          | 248 824   | 6,17  | 2     |
| Partito Liberale Italiano                        | 184 701   | 4,58  | 1     |
| Movimento Sociale Italiano                       | 151 330   | 3,75  | 1     |
| Partito Nazionale Monarchico                     | 53 672    | 1,33  | –     |
| Partito Monarchico Popolare                      | 47 403    | 1,18  | –     |
| Partito Repubblicano Italiano - Partito Radicale | 33 340    | 0,83  | –     |
| Movimento Comunità                               | 8 848     | 0,22  | –     |
| Movimento Autonomia Regionale Piemontese         | 4 260     | 0,11  | –     |
| Totale                                           | 4 032 303 | 100   | 33    |

### Circoscrizione Trentino-Alto Adige
| Liste                                   | Voti    | %     | Seggi |
| --------------------------------------- | ------- | ----- | ----- |
| Democrazia Cristiana                    | 180 519 | 45,82 | 4     |
| Partito Popolare Sud Tirolese           | 120 068 | 30,48 | 2     |
| PSI - PSDI - IS                         | 43 191  | 10,96 | –     |
| Movimento Sociale Italiano              | 19 688  | 5,00  | –     |
| Partito Liberale Italiano               | 15 004  | 3,81  | –     |
| Partito Socialista Italiano             | 8 023   | 2,04  | –     |
| Partito Socialista Democratico Italiano | 7 448   | 1,89  | –     |
| Totale                                  | 393 941 | 100   | 6     |

### Circoscrizione Veneto
| Liste                                            | Voti      | %     | Seggi |
| ------------------------------------------------ | --------- | ----- | ----- |
| Democrazia Cristiana                             | 1 134 288 | 55,45 | 13    |
| Partito Socialista Italiano                      | 326 073   | 15,94 | 3     |
| Partito Comunista Italiano                       | 268 836   | 13,14 | 3     |
| Partito Socialista Democratico Italiano          | 127 919   | 6,25  | 1     |
| PNM - MSI                                        | 70 995    | 3,47  | –     |
| Partito Liberale Italiano                        | 69 701    | 3,41  | –     |
| Partito Repubblicano Italiano - Partito Radicale | 17 067    | 0,83  | –     |
| Partito Monarchico Popolare                      | 16 665    | 0,81  | –     |
| Tre Cime di Lavaredo                             | 9 928     | 0,49  | –     |
| Movimento Sociale Italiano                       | 3 955     | 0,19  | –     |
| Totale                                           | 2 045 427 | 100   | 20    |

### Circoscrizione Friuli-Venezia Giulia
| Liste                                            | Voti    | %     | Seggi |
| ------------------------------------------------ | ------- | ----- | ----- |
| Democrazia Cristiana                             | 252 488 | 51,44 | 4     |
| Partito Socialista Italiano                      | 77 206  | 15,73 | 1     |
| Partito Comunista Italiano                       | 64 172  | 13,07 | 1     |
| Partito Socialista Democratico Italiano          | 43 332  | 8,83  | –     |
| Movimento Sociale Italiano                       | 24 252  | 4,94  | –     |
| Partito Liberale Italiano                        | 13 141  | 2,68  | –     |
| Partito Nazionale Monarchico                     | 10 513  | 2,14  | –     |
| Partito Repubblicano Italiano - Partito Radicale | 3 177   | 0,65  | –     |
| Partito Monarchico Popolare                      | 2 599   | 0,53  | –     |
| Totale                                           | 490 880 | 100   | 6     |

### Circoscrizione Liguria
| Liste                                            | Voti      | %     | Seggi |
| ------------------------------------------------ | --------- | ----- | ----- |
| Democrazia Cristiana                             | 408 955   | 39,73 | 4     |
| Partito Comunista Italiano                       | 250 650   | 24,35 | 2     |
| Partito Socialista Italiano                      | 180 675   | 17,55 | 2     |
| Partito Socialista Democratico Italiano          | 65 924    | 6,41  | –     |
| Movimento Sociale Italiano                       | 41 547    | 4,04  | –     |
| Partito Liberale Italiano                        | 37 955    | 3,69  | –     |
| Partito Nazionale Monarchico                     | 17 411    | 1,69  | –     |
| Partito Repubblicano Italiano - Partito Radicale | 16 959    | 1,65  | –     |
| Partito Monarchico Popolare                      | 5 221     | 0,51  | –     |
| Movimento Comunità                               | 3 944     | 0,38  | –     |
| Totale                                           | 1 029 241 | 100   | 8     |

### Circoscrizione Emilia-Romagna
| Liste                                            | Voti      | %     | Seggi |
| ------------------------------------------------ | --------- | ----- | ----- |
| Partito Comunista Italiano                       | 800 381   | 37,14 | 8     |
| Democrazia Cristiana                             | 629 462   | 29,21 | 6     |
| Partito Socialista Italiano                      | 351 335   | 16,30 | 3     |
| Partito Socialista Democratico Italiano          | 149 307   | 6,93  | 1     |
| Partito Repubblicano Italiano - Partito Radicale | 77 800    | 3,61  | –     |
| Partito Liberale Italiano                        | 70 338    | 3,26  | –     |
| PNM - MSI                                        | 53 430    | 2,48  | –     |
| Movimento Sociale Italiano                       | 17 474    | 0,81  | –     |
| Partito Monarchico Popolare                      | 5 342     | 0,25  | –     |
| Totale                                           | 2 154 869 | 100   | 18    |

### Circoscrizione Toscana
| Liste                                            | Voti      | %     | Seggi |
| ------------------------------------------------ | --------- | ----- | ----- |
| Democrazia Cristiana                             | 709 575   | 36,23 | 7     |
| Partito Comunista Italiano                       | 675 068   | 34,47 | 6     |
| Partito Socialista Italiano                      | 329 000   | 16,80 | 3     |
| PNM - MSI                                        | 90 534    | 4,62  | –     |
| Partito Socialista Democratico Italiano          | 58 376    | 2,98  | –     |
| Partito Repubblicano Italiano - Partito Radicale | 49 050    | 2,50  | –     |
| Partito Liberale Italiano                        | 37 700    | 1,92  | –     |
| Partito Monarchico Popolare                      | 9 375     | 0,48  | –     |
| Totale                                           | 1 958 678 | 100   | 16    |

### Circoscrizione Umbria
| Liste                                            | Voti    | %     | Seggi |
| ------------------------------------------------ | ------- | ----- | ----- |
| Democrazia Cristiana                             | 149 565 | 32,94 | 2     |
| Partito Comunista Italiano                       | 135 997 | 29,95 | 2     |
| Partito Socialista Italiano                      | 101 466 | 22,34 | 2     |
| PNM - MSI                                        | 29 486  | 6,49  | –     |
| Bruno Buitoni                                    | 11 540  | 2,54  | –     |
| Partito Repubblicano Italiano - Partito Radicale | 10 896  | 2,40  | –     |
| Partito Socialista Democratico Italiano          | 10 139  | 2,23  | –     |
| Partito Liberale Italiano                        | 5 011   | 1,10  | –     |
| Totale                                           | 454 100 | 100   | 6     |

### Circoscrizione Marche
| Liste                                            | Voti    | %     | Seggi |
| ------------------------------------------------ | ------- | ----- | ----- |
| Democrazia Cristiana                             | 338 576 | 44,57 | 4     |
| Partito Comunista Italiano                       | 187 493 | 24,68 | 2     |
| Partito Socialista Italiano                      | 121 216 | 15,96 | 1     |
| Movimento Sociale Italiano                       | 30 454  | 4,01  | –     |
| Partito Socialista Democratico Italiano          | 30 316  | 3,99  | –     |
| Partito Repubblicano Italiano - Partito Radicale | 30 259  | 3,98  | –     |
| Partito Liberale Italiano                        | 13 333  | 1,76  | –     |
| Partito Monarchico Popolare                      | 8 006   | 1,05  | –     |
| Totale                                           | 759 653 | 100   | 7     |

### Circoscrizione Lazio
| Liste                                            | Voti      | %     | Seggi |
| ------------------------------------------------ | --------- | ----- | ----- |
| Democrazia Cristiana                             | 712 132   | 36,85 | 8     |
| Partito Comunista Italiano                       | 433 515   | 22,43 | 4     |
| Partito Socialista Italiano                      | 247 124   | 12,79 | 2     |
| Movimento Sociale Italiano                       | 215 184   | 11,13 | 2     |
| Partito Monarchico Popolare                      | 81 104    | 4,20  | 1     |
| Partito Liberale Italiano                        | 67 836    | 3,51  | –     |
| Partito Nazionale Monarchico                     | 55 365    | 2,86  | –     |
| Partito Socialista Democratico Italiano          | 52 686    | 2,73  | –     |
| Partito Repubblicano Italiano - Partito Radicale | 51 132    | 2,65  | –     |
| Movimento Comunità                               | 10 238    | 0,53  | –     |
| Tota Sabina Civitas                              | 6 449     | 0,33  | –     |
| Totale                                           | 1 932 765 | 100   | 17    |

### Circoscrizione Abruzzi e Molise
| Liste                                            | Voti    | %     | Seggi |
| ------------------------------------------------ | ------- | ----- | ----- |
| Democrazia Cristiana                             | 365 080 | 45,39 | 5     |
| Partito Comunista Italiano                       | 164 904 | 20,50 | 2     |
| Partito Socialista Italiano                      | 74 051  | 9,21  | 1     |
| Movimento Sociale Italiano                       | 55 221  | 6,87  | –     |
| Partito Monarchico Popolare                      | 44 338  | 5,51  | –     |
| Partito Nazionale Monarchico                     | 37 141  | 4,62  | –     |
| Partito Liberale Italiano                        | 31 544  | 3,92  | –     |
| Partito Socialista Democratico Italiano          | 20 279  | 2,52  | –     |
| Partito Repubblicano Italiano - Partito Radicale | 8 235   | 1,02  | –     |
| Partito Nazionale del Lavoro                     | 3 588   | 0,45  | –     |
| Totale                                           | 804 381 | 100   | 8     |

### Circoscrizione Campania
| Liste                                            | Voti      | %     | Seggi |
| ------------------------------------------------ | --------- | ----- | ----- |
| Democrazia Cristiana                             | 813 570   | 38,21 | 10    |
| Partito Comunista Italiano                       | 429 772   | 20,19 | 5     |
| Partito Monarchico Popolare                      | 305 417   | 14,35 | 3     |
| Partito Socialista Italiano                      | 214 919   | 10,09 | 2     |
| Movimento Sociale Italiano                       | 112 758   | 5,30  | 1     |
| Partito Liberale Italiano                        | 99 886    | 4,69  | 1     |
| Partito Nazionale Monarchico                     | 75 280    | 3,54  | –     |
| Partito Socialista Democratico Italiano          | 52 749    | 2,48  | –     |
| Movimento Comunità                               | 11 355    | 0,53  | –     |
| Partito Repubblicano Italiano - Partito Radicale | 10 212    | 0,48  | –     |
| Unificazione Socialista                          | 3 110     | 0,15  | –     |
| Totale                                           | 2 129 028 | 100   | 22    |

### Circoscrizione Puglia
| Liste                                            | Voti      | %     | Seggi |
| ------------------------------------------------ | --------- | ----- | ----- |
| Democrazia Cristiana                             | 655 269   | 41,60 | 8     |
| Partito Comunista Italiano                       | 361 685   | 22,96 | 4     |
| Partito Socialista Italiano                      | 186 725   | 11,86 | 2     |
| Movimento Sociale Italiano                       | 143 329   | 9,10  | 1     |
| Partito Nazionale Monarchico                     | 122 769   | 7,79  | 1     |
| Partito Monarchico Popolare                      | 43 490    | 2,76  | –     |
| Partito Liberale Italiano                        | 33 961    | 2,16  | –     |
| Partito Socialista Democratico Italiano          | 21 293    | 1,35  | –     |
| Partito Repubblicano Italiano - Partito Radicale | 6 473     | 0,41  | –     |
| Totale                                           | 1 574 994 | 100   | 16    |

### Circoscrizione Basilicata
| Liste                                   | Voti    | %     | Seggi |
| --------------------------------------- | ------- | ----- | ----- |
| Democrazia Cristiana                    | 133 155 | 45,17 | 4     |
| Partito Comunista Italiano              | 72 223  | 24,50 | 2     |
| Partito Monarchico Popolare             | 33 159  | 11,25 | –     |
| Partito Socialista Italiano             | 31 477  | 10,68 | –     |
| Movimento Comunità                      | 7 162   | 2,43  | –     |
| Movimento Sociale Italiano              | 6 585   | 2,23  | –     |
| Partito Socialista Democratico Italiano | 6 296   | 2,14  | –     |
| Partito Nazionale Monarchico            | 4 729   | 1,60  | –     |
| Totale                                  | 294 786 | 100   | 6     |

### Circoscrizione Calabria
| Liste                                            | Voti    | %     | Seggi |
| ------------------------------------------------ | ------- | ----- | ----- |
| Democrazia Cristiana                             | 381 184 | 42,95 | 5     |
| Partito Comunista Italiano                       | 205 938 | 23,20 | 3     |
| Partito Socialista Italiano                      | 117 972 | 13,29 | 1     |
| Movimento Sociale Italiano                       | 71 829  | 8,09  | 1     |
| Partito Liberale Italiano                        | 34 621  | 3,90  | –     |
| Partito Nazionale Monarchico                     | 30 876  | 3,48  | –     |
| Partito Monarchico Popolare                      | 28 844  | 3,25  | –     |
| Partito Socialista Democratico Italiano          | 9 522   | 1,07  | –     |
| Partito Repubblicano Italiano - Partito Radicale | 3 882   | 0,44  | –     |
| Quadrifoglio                                     | 2 818   | 0,32  | –     |
| Totale                                           | 887 486 | 100   | 10    |

### Circoscrizione Sicilia
| Liste                                            | Voti      | %     | Seggi |
| ------------------------------------------------ | --------- | ----- | ----- |
| Democrazia Cristiana                             | 859 589   | 38,56 | 10    |
| Partito Comunista Italiano                       | 465 478   | 20,88 | 5     |
| Partito Socialista Italiano                      | 233 685   | 10,48 | 2     |
| Movimento Sociale Italiano                       | 215 988   | 9,69  | 2     |
| Partito Liberale Italiano                        | 149 997   | 6,73  | 1     |
| Partito Nazionale Monarchico                     | 103 049   | 4,62  | 1     |
| Partito Monarchico Popolare                      | 89 046    | 3,99  | 1     |
| Partito Socialista Democratico Italiano          | 70 699    | 3,17  | –     |
| Partito Repubblicano Italiano - Partito Radicale | 28 916    | 1,30  | –     |
| Chiave                                           | 12 686    | 0,57  | –     |
| Totale                                           | 2 229 133 | 100   | 22    |

### Circoscrizione Sardegna
| Liste                                   | Voti    | %     | Seggi |
| --------------------------------------- | ------- | ----- | ----- |
| Democrazia Cristiana                    | 299 379 | 47,89 | 4     |
| PCI - PSI                               | 185 557 | 29,68 | 2     |
| PNM - MSI                               | 46 914  | 7,50  | –     |
| Partito Monarchico Popolare             | 31 318  | 5,01  | –     |
| Movimento Comunità                      | 25 923  | 4,15  | –     |
| Partito Socialista Democratico Italiano | 20 029  | 3,20  | –     |
| Partito Liberale Italiano               | 16 027  | 2,56  | –     |
| Totale                                  | 625 147 | 100   | 6     |

### Circoscrizione Valle d'Aosta
| Liste                      | Voti   | %     | Seggi |
| -------------------------- | ------ | ----- | ----- |
| Indipendente di Sinistra   | 28 141 | 51,79 | 1     |
| Democrazia Cristiana       | 24 772 | 45,59 | –     |
| Movimento Sociale Italiano | 1 426  | 2,62  | –     |
| Totale                     | 54 339 | 100   | 1     |